# 우주력
우주력(宇宙曆, Cosmic Calendar)은 우주의 시간을 세는 방식 중 하나로 우주가 존재한 기간인 150억 년을 그레고리력의 1년으로 변환한 방식이다.
우주력은 또한 여러 SF 작품에 등장하는 가공의 달력을 의미하기도 하다.

## 개념
우주력은 우주의 시작인 빅뱅(Big Bang)을 1월 1일의 자정으로 하고, 현재를 12월 31일 자정으로 하여 작성한 달력이다.
우주력에 따르면, 태양계는 9월 9일 이전에 등장하지 않았으며, 지구상의 생명체 출현은 9월 30일에 등장하였다. 공룡은 12월 25일에 처음으로 등장하였으며, 속씨식물은 12월 28일에 처음 등장하였다. 그리고 영장류는 12월 30일에 처음 나타났으며, 인류는 12월 31일 오후 10시 30분 이전에는 등장하지 않았다. 인류가 기록한 역사는 12월 31일의 마지막 1분에 해당하고, 중세로부터 지금까지는 마지막 1초가 조금 넘는 시간이다. 인간의 평균 수명은 우주력에서는 0.15초에 해당한다. 이 우주력은 칼 세이건(Carl Sagan)의 저서인 《에덴의 용》(The Dragons of Eden)과 그가 제작한 TV 시리즈물인 《코스모스》(Cosmos)에 의해 일반인에게 많이 알려졌다.

## 가공의 달력

### 스타 오션 시리즈
서기 2090년 3월 7일에 태양계 제3행성인 지구에 대해 제정된 연호로, 지구 연방과 은하 연방의 표준 연호로 사용된다. 아공간 워프의 실험에 성공한 서기 2087년을 원년으로 한다.

### 은하영웅전설
은하연방 및 자유행성동맹이나 그 이념을 계승한 국가에서 이용되는 달력이다. 은하연방이 발족한 서기 2801년을 원년으로 한다. 전 은하계에 걸쳐 사용되지만, 지구의 태양력이 기본이 되기 때문에, 달력의 1일과 각 행성의 자전 단위는 일치하지 않는다.

### 무책임 함장 타일러
지구 외행성이 지구에 대해서 독립을 선언했을 때, 처음으로 행성 독립 사상을 주창한 인물이 태어난 해(서기 1993년)를 원년으로 하여, 서기 2093년을 우주력 101년으로 고쳤다.

## 같이 보기
- 우주 세기